# 劉雋程
劉雋程（Low Juan Shen，1993年12月30日—），馬來西亞男子羽毛球运动员。

## 簡歷
2011年7月，劉雋程代表马来西亚参加印度勒克瑙举办的亞洲青年羽毛球錦標賽，助马来西亚队赢得混团亚军。同年10月，他代表马来西亚参加臺灣桃園举办的世界青年羽毛球錦標賽，助马来西亚队首次赢得混团冠军。
2012年11月，劉雋程与Tan Yip Jiun出战馬來西亞羽毛球國際挑戰賽，在男双决赛以0比2（15-21、12-21）不敌赛会5号种子、队友的吴伟申/张御宇，赢得亚军。
2014年3月，劉雋程与方威捷出战越南羽毛球國際挑戰賽，在男双準决赛以0比2（8-21、16-21）不敌赛会6号种子、印尼强档的西华努斯·盖尔/凯文·桑加亚·苏卡穆约。同年12月，他与王耀新出战孟加拉羽毛球國際挑戰賽，在男双决赛以2比1（19-21、21-8、21-13）击败了赛会2号种子、队友的Darren Isaac Devadass/Tai An Khang，这也是他首个國際挑戰賽男双冠军。
2015年7月，劉雋程代表馬來西亞出戰韓國光州市舉行的世界大學生運動會羽毛球比賽，贏得混合團體及男子雙打銅牌。同年9月，他与戴安康出战越南羽毛球國際系列賽，在男双準决以1比2（17-21、21-16、17-21）不敌赛会头号种子、印尼强档的哈迪安托/凯纳斯·阿迪·哈迪安托。
2016年9月，劉雋程与徐家铭出战印尼羽毛球大師賽，在男双準决赛以1比2（18-21、21-15、19-21）不敌中国的韩呈恺/周昊东。同年11月，他与徐家铭出战印尼羽毛球國際挑戰賽，在男双决赛以2比0（21-15、21-19）击败了赛会4号种子、队友的李健亿/林政廷，赢得國際挑戰賽男双冠军。
2017年6月，劉雋程与徐家铭出战中華台北羽毛球黃金大獎賽，在男双準决赛以1比2（14-21、21-19、13-21）不敌赛会2号种子、中華台北强档的陳宏麟/王齊麟。同年7月，他与徐家铭出战俄羅斯羽毛球大獎賽，在男双决赛以0比3（6-11、9-11、5-11）不敌赛会头号种子、东道主强档的弗拉基米尔·伊万诺夫/伊万·索松诺夫，赢得亚军。
2018年4月，劉雋程与徐家铭出战馬來西亞羽毛球國際挑戰賽，在男双準决赛以0比2（15-21、13-21）不敌赛会5号种子、世锦赛冠军的穆罕默德·阿赫桑/亨德拉·塞蒂亚万。同年7月，他向馬來西亞羽毛球協會遞交辭呈，請求退出國家隊。同年9月，他与劉雋程出战韓國羽毛球公開賽，在男双準决赛以0比2（13-21、12-21）不敌赛会8号种子、日本强档的遠藤大由/渡邊勇大。同年10月，他代表马来西亚参加本国举办的世界大学生羽毛球锦标赛，携手搭档努·穆罕默德·阿茲林·阿尤布的男双决赛以2比0（21-7、21-18）击败了韩国强档的金熙太/金載煥，赢得冠军。同年11月，他与徐家铭出战馬來西亞羽毛球國際系列賽，在男双準决赛以0比2（15-21、19-21）不敌赛会3号种子、世锦赛冠军的高成炫/申白喆。
2019年2月，劉雋程与徐家铭出战老撾羽毛球國際系列賽，在男双决赛以2比1（18-21、21-18、21-14）击败了赛会2号种子、队友的刘航益/吴永昌，这也是他首个國際系列賽男双冠军。

## 主要比賽成績
只列出曾進入準決賽的國際賽事成績：
| 年份   | 賽事                     | 公開賽級別 | 項目     | 拍檔                      | 成績   |
| ------ | ------------------------ | ---------- | -------- | ------------------------- | ------ |
| 2011年 | 亞洲青年羽毛球錦標賽     | 其他       | 混合團體 | －                        | 亞軍   |
| 2011年 | 世界青年羽毛球錦標賽     | 其他       | 混合團體 | －                        | 冠軍   |
| 2012年 | 馬來西亞羽毛球國際挑戰賽 | 國際挑戰賽 | 男子雙打 | Tan Yip Jiun              | 冠軍   |
| 2014年 | 越南羽毛球國際挑戰賽     | 國際挑戰賽 | 男子雙打 | 方威捷                    | 準決賽 |
| 2014年 | 越南羽毛球國際系列賽     | 國際系列賽 | 男子雙打 | 王耀新                    | 冠軍   |
| 2014年 | 孟加拉羽毛球國際挑戰賽   | 國際挑戰賽 | 男子雙打 | 王耀新                    | 冠軍   |
| 2015年 | 世界大學運動會羽毛球比賽 | 其他       | 混合團體 | －                        | 銅牌   |
| 2015年 | 世界大學運動會羽毛球比賽 | 其他       | 男子雙打 | 阿里夫阿都拉迪夫          | 銅牌   |
| 2015年 | 越南羽毛球國際系列賽     | 國際系列賽 | 男子雙打 | 戴安康                    | 準決賽 |
| 2016年 | 印尼羽毛球大師賽         | 黃金大獎賽 | 男子雙打 | 徐家铭                    | 準決賽 |
| 2016年 | 印尼羽毛球國際挑戰賽     | 國際挑戰賽 | 男子雙打 | 徐家铭                    | 冠軍   |
| 2016年 | 馬來西亞羽毛球國際挑戰賽 | 國際挑戰賽 | 男子雙打 | 徐家铭                    | 冠軍   |
| 2017年 | 中華台北羽毛球黃金大獎賽 | 黃金大獎賽 | 男子雙打 | 徐家铭                    | 準決賽 |
| 2017年 | 俄羅斯羽毛球大獎賽       | 大獎賽     | 男子雙打 | 徐家铭                    | 亞軍   |
| 2018年 | 馬來西亞羽毛球國際挑戰賽 | 國際挑戰賽 | 男子雙打 | 徐家铭                    | 準決賽 |
| 2018年 | 韓國羽毛球公開賽         | 超級500賽  | 男子雙打 | 徐家铭                    | 準決賽 |
| 2018年 | 世界大学生羽毛球锦标赛   | 其他       | 男子雙打 | 努·穆罕默德·阿茲林·阿尤布 | 冠軍   |
| 2018年 | 馬來西亞羽毛球國際系列賽 | 國際系列賽 | 男子雙打 | 徐家銘                    | 準決賽 |
| 2019年 | 老撾羽毛球國際系列賽     | 國際系列賽 | 男子雙打 | 徐家銘                    | 冠軍   |
| 2022年 | 蒙古國羽毛球國際挑戰賽   | 國際挑戰賽 | 男子雙打 | 努·穆罕默德·阿茲林·阿尤布 | 準決賽 |

| 2007-2017年 | 首要超級賽 | 超級賽 | 黃金大獎賽 | 大獎賽 | 國際挑戰賽 | 國際系列賽 | 未來系列賽 | 其他 |

| 2018-2026年 | 總決賽 | 超級1000賽 | 超級750賽 | 超級500賽 | 超級300賽 | 超級100賽 | 國際挑戰賽 | 國際系列賽 | 未來系列賽 | 其他 |

### 奧運會和世錦賽參賽紀錄
|          | 搭檔   | 2017 |
| -------- | ------ | ---- |
| 男子雙打 | 徐家铭 | 32強 |